# Rauni Ikäheimo
Rauni Ikäheimo (21 de julio de 1924-29 de julio de 1997) fue una actriz finlandesa.

## Biografía
Su nombre completo era Rauni Ester Ikäheimo, y nació en Tainionkoski, Finlandia, siendo la menor de los tres hijos de Otto Ikäheimo y Lempi Ketonen. Su hermana era Varpu, y su hermano Raimo. El actor y profesor de oratoria Terttu Pajunen-Kivikäs advirtió el talento de Rauni en Jyväskylä, y empezó a darle lecciones privadas. Además, ella había también tomado lecciones de baile y había actuado como corista. Se le animó a seguir la actividad teatral, una posibilidad que su padre no admitía. Aun así, ella escapó a la actual Academia de Teatro de la Universidad de las Artes de Helsinki, por lo que tuvo problemas con su padre, aunque la relación entre ambos acabó normalizándose con el paso del tiempo.
Ikäheimo acudió a la escuela teatral durante la Segunda Guerra Mundial en 1943–1945. Formó parte del curso del primer año de la institución, junto con Marja Korhonen, Tarmo Manni y Eeva-Kaarina Volanen. En el verano de 1944 estaba previsto que Ikäheimo actuara para las tropas en el este de Karelia, pero hubo de huir a Helsinki. Tras su formación, actuó por breves períodos en pequeños teatros del país, siendo el primero de ellos el Teatro de Iisalmi.
La actriz volvió a Jyväskylä en 1949, y en el Työväen Teatteri conoció a su futuro marido, el actor Olavi Ahonen, un año mayor que ella. Eino Salmelainen llevó a la pareja al Työväen Teatteri de Tampere en 1951. En 1965 actuó en el Teatro de Verano Pyynikin en la pieza dirigida por Edvin Laine Niskavuoren Heta. Dos años después se mudó al Kaupunginteatteri de Helsinki con su marido. Entre las muchas obras que representó figuran Juurakon Hulda, Antigona, Villisorsan y Bodas de sangre. Ikäheimo siguió actuando en dicho teatro hasta su jubilación en 1987. Sin embargo, no abandonó totalmente el teatro, colaborando con el grupo teatral femenino Raivoisat Ruusut y haciendo algunas actuaciones, como la adaptación de la novela de Eeva Joenpelto Eteisiin ja kynnyksille, dirigida por Hannele Rubinstein.
La carrera cinematográfica de Ikäheimo se inició en los años 1950. Su primera película, dirigida por Roland af Hällström, fue Tukkijoella (1951). Después rodó el film de Edvin Laine Niskavuoren Aarne, en el que debutaba Olavi Ahonen. En Elokuu (1956) volvió a coincidir con su marido . Ella fue la actriz protagonista de la cinta de Hannu Leminen Vieras mies (1957), en la cual también actuaba Esko Vettenranta. En 1973 actuó en la primera de la serie de comedias centradas en el personaje Uuno Turhapuro. Basada en un texto de Kalle Päätalo, en 1979 se estrenó Ruskan jälkeen, película en la cual encarnaba a Irja Mäkinen. Su última película fue la dirigida por Matti Kassila Ihmiselon ihanuus ja kurjuus (1988), en la cual tenía un papel de reparto.
Ikäheimo actuó también para la televisión, abarcando tres décadas su trayectoria en la pequeña pantalla. Una de sus producciones de mayor fama fue la serie Naapurilähiö, emitida en 1975–1976. Su última actuación llegó en 1993 con el telefilm Sotapoika.
Rauni Ikäheimo falleció en Helsinki en el año 1997. Casada con Olavi Ahonen desde 1951, la pareja tuvo un hijo.

## Filmografía (selección)
- 1951 : Tukkijoella
- 1954 : Niskavuoren Aarne
- 1956 : Elokuu
- 1957 : Vieras mies
- 1971 : Kujanjuoksu
- 1973 : Uuno Turhapuro
- 1977 : Viimeinen savotta
- 1979 : Ruskan jälkeen
- 1983 : Menestyksen maku
- 1988 : Ihmiselon ihanuus ja kurjuus